# 向井莉奈
向井 莉奈（むかい りな、1968年11月10日 - ）は、日本の元AV女優。 
東京都出身。血液型:A型。身長:158cm。スリーサイズ:B88(E)・W59・H86。

## 略歴・人物
銀座の高級クラブホステスを経て、2006年にビデオメーカー・マドンナの専属女優としてAVデビュー。
芸名の「向井」は、AV男優・チョコボール向井にインスパイアされたものである。
2008年6月4日の公式ブログで、年内で女優活動から引退することを表明した。

## 出演作

### アダルトビデオ
- 銀座の超高級クラブホステス 初脱ぎ!　（2006年6月25日、マドンナ）
- 好きだよ、母さん…　（2006年7月25日、マドンナ）…共演:相沢百合香
- 幸せくずし　（2006年8月25日、マドンナ）
- 美熟女ソープ壺姫御殿SP3　（2006年9月25日、マドンナ）…共演:山口玲子、愛田るか
- 銀座ホステス凌辱中出し　（2006年10月25日、マドンナ）
- 非日常的悶絶遊戯 第58章　（2006年11月10日、AVS）
- 美熟女遊郭 癒しの遊女屋　（2007年1月31日、ドリームステージエンタテインメント）
- 母の寝室　（2007年2月16日、Nadeshiko）
- 女医莉奈　（2007年4月13日、溜池ゴロー）
- 犯された熟女たち総集編4時間 2　（2007年5月25日、マドンナ）…他出演:加納妖子、青山ゆかり、山口珠理、吉野サリー、愛川咲樹
- 巨乳義母生中出し 2　（2007年6月15日、TMA）…他出演:山口真理、木村那美、志村玲子
- 熟雌女anthology ＃023 「熟女の口はもっと嘘をつく。」　（2007年7月19日、アウダースジャパン）
- 借金地獄 妻の肉体返済　（2007年7月20日、ネクストイレブン）…他出演:望月加奈、観月若菜
- 向井莉奈 総集編 4時間　（2007年7月25日、マドンナ）